# Hesdin
Hesdin är en kommun i departementet Pas-de-Calais i norra Frankrike. Huvudort i kantonen med samma namn (11 420 invånare) i arrondissementet Montreuil-sur-Mer (99 288 invånare) i departementet Pas-de-Calais. År 2022 hade Hesdin 2 225 invånare.
Floden Canche flyter genom staden som domineras av det centrala torget Place d'Armes. Stadshuset och kyrkan härstammar från 1500- och 1600-talen. Kyrkan har ett vackert klockspel.

## Historia
Omkring 431 besegrades den frankiske kungen Chlodio av den romerske befälhavaren Aëtius i närheten av Hesdin.

## Befolkningsutveckling
Antalet invånare i kommunen Hesdin
| Referens: INSEE |